# Rachel Auerbach

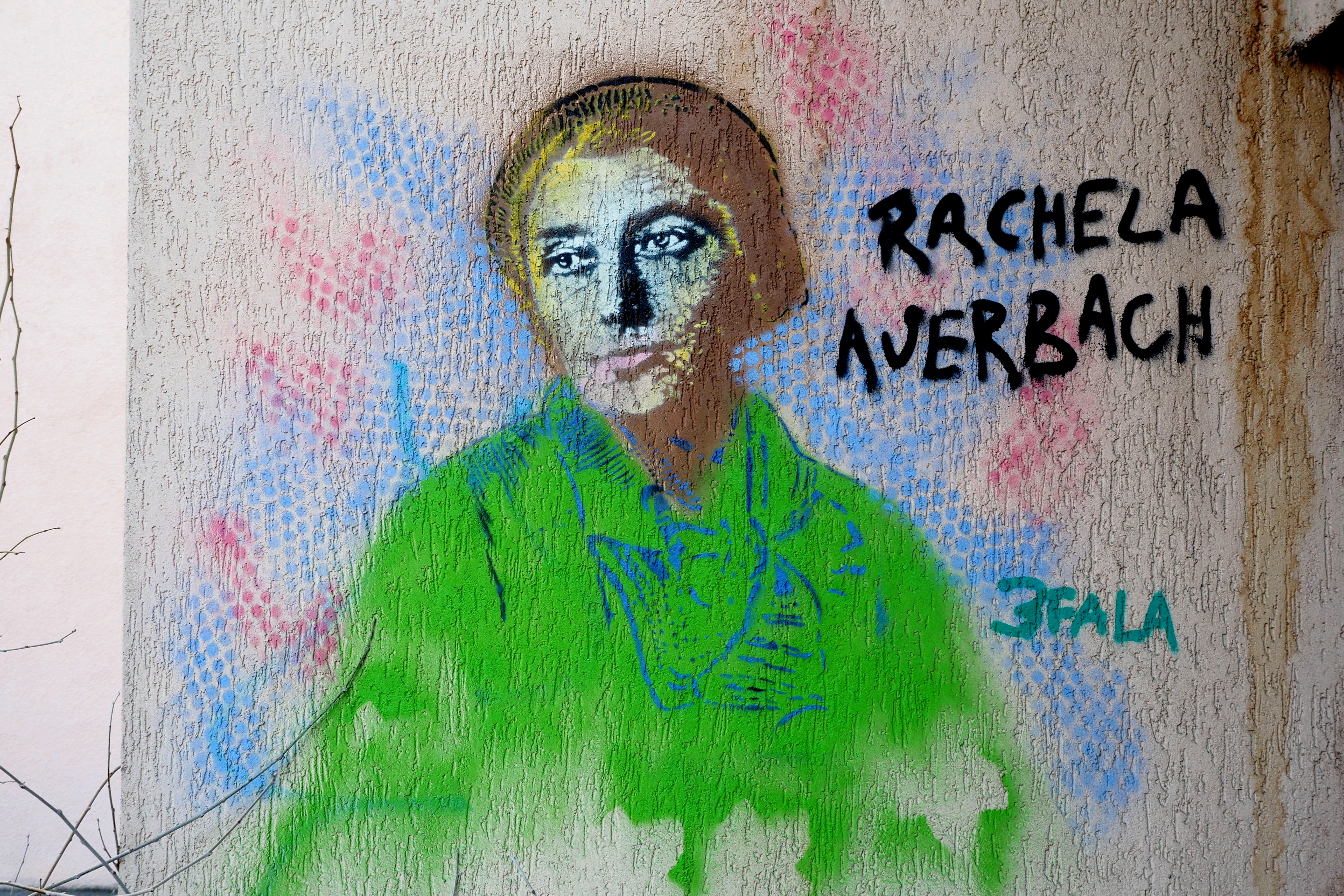
Graffito in Warschau

Rachel Auerbach (hebräisch רחל אוירבך, * 18. Dezember 1903 in Laniwzi; † 31. Mai 1976 in Tel Aviv) war eine israelische Historikerin, Journalistin, Schriftstellerin und Holocaust-Überlebende. In ihrer Arbeit widmete sie sich der Sammlung und Archivierung von Überlebenden-Berichten.

## Vor dem Zweiten Weltkrieg
Auerbach wurde 1903 in Laniwzi im Russischen Kaiserreich (heute Ukraine) geboren. Sie war die Tochter von Mania Kimelman und Khanina Auerbach. Sie studierte Psychologie, Philosophie und Geschichte an der Jan Kazimierz Universität Lwiw. Auerbach arbeitete ab 1925 als Journalistin und schrieb auf Jiddisch und Polnisch über Literatur und Bildungsthemen. Im Jahr 1929 gründete sie die Literaturzeitschrift Tsushtayer, von der drei Bände erschienen. 1933 zog Auerbach nach Warschau.

## Leben im Warschauer Ghetto
Auerbach leitete im Warschauer Ghetto eine Suppenküche, die von der Selbsthilfeorganisation Aleynhilf getragen wurde. Darüber hinaus arbeitete sie in der Geheimgruppe Oneg Schabbat um Emanuel Ringelblum, in der sich Intellektuelle des Ghettos organisierten, um ein Untergrundarchiv anzulegen. Wenige Wochen vor dem Aufstand im Warschauer Ghetto gelang ihr die Flucht auf die "arische Seite", wo sie unter falscher Identität lebte. Während dieser Zeit unterstützte sie Juden und Jüdinnen, die im Versteck lebten.

## Nachkriegszeit

### Polen
Nach der Befreiung Warschaus verfasste Auerbach als eine der letzten drei Überlebenden von Oneg Schabbat (die beiden anderen Überlebenden waren Hersh und Bluma Wasser) Aufrufe an die jüdische Gemeinschaft, das vergrabene Ringelblum-Archiv zu finden, was auch zum Großteil gelang. Raphael Lemkin nahm Aussagen von Auerbach auf, in der Hoffnung, dass diese in den Nürnberger Prozessen verwendet werden können. Seine Bemühungen, Auerbach aussagen zu lassen, scheiterten allerdings an dem Staatsanwalt Robert H. Jackson, der keine Überlebenden des Holocaust als Zeugen aussagen ließ. Auerbach war Gründungsmitglied der Jüdischen Historischen Kommission in Polen, in der sie ihre als Lebensaufgabe empfundene Arbeit begann, Zeitzeugenberichte von Jüdinnen und Juden aufzunehmen und zu sammeln. Als der kommunistische Einfluss in der Kommission zunahm, wanderte Auerbach 1949 nach Israel aus, da sie sich dort bessere Aussichten auf eine hochwertige Holocaust-Forschung versprach.

### Yad Vashem
Auerbach lebte zunächst in Tel Aviv und arbeitete wieder als Journalistin und Schriftstellerin. In dieser Zeit wurde eine öffentliche Debatte über Entschädigungszahlungen von Deutschland an Israel geführt, in der sie Initiativen unterstützte, die eine derartige Politik der Wiedergutmachung ablehnten. 1953 verabschiedete die Knesset ein Gesetz zum Aufbau von Yad Vashem, einer nationalen Gedenk- und Forschungsstätte in Jerusalem, die sich mit dem Holocaust auseinandersetzt. Auerbach wurde 1954 die erste Direktorin der Oral-History-Abteilung, in der sie die Sammlung von Erfahrungsberichten Überlebender wieder aufnahm. Getrennt von den anderen Einrichtungen Yad Vashems, siedelte Auerbach die Abteilung in Tel Aviv an, da dort die meisten Holocaust-Überlebenden wohnten. Bis 1965 wurden von der Abteilung über 3000 Zeugnisse aufgenommen.
In den frühen Jahren von Yad Vashem entstanden interne Konflikte über die wissenschaftliche Arbeitsweise, die zum Teil öffentlich ausgetragen wurden. In diesem Streit standen sich "Survivor Historians" wie Auerbach selbst und klassisch ausgebildete Historiker von israelischen Universitäten gegenüber. Auerbach war der Überzeugung, dass nur Holocaust-Überlebende die Holocaust-Forschung in Yad Vashem weiterführen sollten, während die Gegenseite, angeführt von Ben-Zion Dinur, die mangelnde Distanz zur Materie als unwissenschaftlich kritisierte. Der Konflikt führte zum zwischenzeitlichen Entzug von Auerbachs Direktorat über die Oral-History-Abteilung. Wegen des öffentlichen Drucks auf die Leitung von Yad Vashem konnte Auerbach allerdings bald in ihre führende Rolle zurückkehren und dort bis zu ihrem Ruhestand im Alter von 65 Jahren arbeiten.

### Der Eichmann-Prozess
Bevor der Eichmann-Prozess in Jerusalem begann, bemühte sich Auerbach bereits 1960 darum, dass im Gegensatz zu den Nürnberger Prozessen Holocaust-Überlebende als Zeugen zu Wort kommen können. Sie konnte die Staatsanwaltschaft überzeugen, das Verfahren auf Aussagen von Überlebenden zu basieren und sagte selbst als eine von über 100 aus. Darüber hinaus vermittelte sie Zeugen, die für das Oral-History Archiv Zeugnis abgelegt haben.

## Krankheit und Tod
Auerbach versuchte nach ihrem Ruhestand vergeblich weiterhin Einfluss auf die Oral-History Abteilung in Yad Vashem auszuüben. 1972 wurde bei ihr Brustkrebs diagnostiziert. Nach mehreren Jahren medizinischer Behandlung starb sie am 31. Mai 1976. Sie vermachte ihr gesamtes Vermögen Yad Vashem mit der Bitte damit Holocaust-Forschung zu finanzieren und die Werke aus ihrem Nachlass zu publizieren.

## Ins Deutsche übersetzte Veröffentlichungen
- Schriften aus dem Warschauer Ghetto, aus dem Polnischen übersetzt von Sandra Ewers, Metropol Verlag (= Studien zu Holocaust und Gewaltgeschichte; Band 4), Berlin 2022, ISBN 978-3-86331-673-0.